# Kurbaan (1991)
Kurbaan (Hindi:; dt: Opfer) ist ein Bollywood-Film, der in Indien 1991 erschienen ist.

## Handlung
Maan Singh und der ehrliche Prithvi Singh befinden sich in einem juristischen Besitzstreit. Als das Gericht zu Prithvis Gunsten entscheidet, heuert Maan Singh in einem Wutanfall den bekannten Banditen Panna Singh an, um Prithvis gesamte Familie zu beseitigen. Panna hat teilweise Erfolg und flieht verwundet in einen Wald, um Prithvis Wut zu entgehen. Prithvi verliert durch den Angriff seine Schwester, seine Frau und andere Mitglieder seiner Familie und schwört, sich zu rächen, indem er im Gegenzug Maan Singhs Familie tötet, was ihm auch teilweise gelingt.
Maan Singhs Bruder, der Polizeiinspektor Suraj Singh, der zufällig Prithvis vertrauter und bester Freund war, sagt pflichtgemäß gegen Prithvi im Fall des Gemetzels aus. Dies verärgert Prithvi jedoch zutiefst und setzt ihrer Freundschaft ein Ende.
Prithvi flieht aus dem Gefängnis, plündert und übernimmt die Bande von Panna Singh und wird zu Daku Prithvi Singh. Die einzigen Überlebenden aus seiner Familie sind seine Tochter Chanda, seine ehemalige Haushälterin Kaaki und ihr Sohn Himmat. Er taucht mit seiner Bande und seiner Familie unter.
Auf der anderen Seite lebt Inspektor Suraj Singh mit seinem Sohn, Akash. Jahre später kehrt der gebildete Akash zurück und lernt beim Besuch eines örtlichen Jahrmarkts die ungebildete Chanda kennen, und beide verlieben sich ineinander.
Als ihre jeweiligen Väter das herausfinden, sind sie wütend und verbieten den jungen Liebenden, sich zu sehen, indem sie sie einsperren und ihre Ehen anderweitig fixieren.
Beide, Akash und Chanda, glauben an ihre Liebe und inszenieren ihre Flucht, sind sich aber der Konsequenzen nicht bewusst – ein weiteres Blutbad in den Händen des rachsüchtigen Panna Singh steht bevor, da er Prithvi und seine restliche Familie töten will.